# Asterix Kieldrecht
Asterix Kieldrecht – belgijski klub siatkarski kobiet, powstały w 1969 r. z siedzibą w mieście Kieldrecht. Klub bierze udział w rozgrywkach Ere Divisie. Od sezonu 2016/2017 klub nosi nazwę Asterix AVO Beveren.

## Sukcesy
Puchar Belgii:
- 1. miejsce (18x): 1996, 1998, 1999, 2001, 2002, 2006, 2007, 2008, 2010, 2011, 2014, 2015, 2016, 2017, 2018, 2021, 2023[1], 2024[2]
- 2. miejsce (6x): 2003, 2004, 2005, 2009, 2012, 2013

 Mistrzostwa Belgii:
- 1. miejsce (15x): 1998, 2000, 2001, 2008, 2010, 2011, 2012, 2014, 2015, 2016, 2017, 2018, 2019, 2021, 2023
- 2. miejsce (9x): 1997, 1999, 2002, 2003, 2004, 2005, 2007, 2009, 2013
- 3. miejsce (4x): 1994, 1996, 2006, 2022[3]

 Superpuchar Belgii:
- 1. miejsce (13x): 2000, 2002, 2005, 2006, 2008, 2010, 2012, 2014, 2016, 2017, 2018, 2019, 2024[4]

 Puchar Top Teams:
- 1. miejsce: 2001

 Puchar Challenge:
- 2. miejsce: 2010